# Urban Gil Sáez
Urbano Gil Saez (ur. 9 marca 1901 w Bronchales, Diecezja Albarracin, Prowincja Teruel, zm. 23 sierpnia 1936) – hiszpański amigonianin, Błogosławiony Kościoła katolickiego. 

## Życiorys
Gdy poczuł powołanie do życia zakonnego, wstąpił do domu św. Józefa i tam złożył śluby zakonne w dniu 12 kwietnia 1919 roku. Zginął podczas wojny domowej w Hiszpanii. Miał wówczas 35 lat.
Został beatyfikowany w grupie Józef Aparicio Sanz i 232 towarzyszy przez papieża Jana Pawła II 11 marca 2001 roku.